# Dewalt
Dewalt — американский бренд электроинструментов, оснастки, принадлежностей, одежды для строительства, производства и деревообрабатывающей промышленности.
Производство продукции, в зависимости от типа, моделей, особенностей рынка осуществляется на различных заводах в США, Канаде, Мексике, Бразилии, Китае, Германии, Великобритании, Италии, Чехии. Марка принадлежит концерну Stanley Black & Decker. Штаб-квартирa — город Таусон близ Балтимора, штат Мэриленд, США.

## История
- 1922 — Раймонд Деволт (Raymond E. DeWalt), инженер-конструктор, в то время управляющий Seabrook Farms, конструирует первую в мире радиально-консольную пилу, которая на протяжении десятилетий служила примером качества и долговечности. Изобретение позволило достичь большей точности и производительности в процессах деревообработки. Один такой аппарат заменял труд четырёх рабочих.
- 1924 — В г. Леола, Пенсильвания, Р. Деволт основывает компанию DeWALT Products Company, специализирующуюся на производстве стационарного оборудования для обработки дерева, в том числе и радиально-консольных пил. Основным продуктом была универсальная деревообрабатывающая машина под названием DeWALT «Wonder-Worker».
- 1929 — DeWALT Products Co. переезжает в г. Ланкастер, Пенсильвания.
- 1941 — DeWALT Products Co. переживает период бурного роста благодаря правительственным оборонным заказам во время Второй Мировой войны.
- 1947 — DeWALT Products Co. полностью реорганизована и переименована в DeWALT Inc.
- 1949 — American Machine & Foundry Co., Inc. покупает DeWALT Inc
- 1953 — DeWALT Inc. занимает доминирующее положение на рынке Канады, где образует дочернее предприятие DeWALT Canada Ltd.
- 1960 — Приобретает патент на Bennett Two-way Panel Saw.
- 1960 — American Machine & Foundry Co., Inc. продаёт DeWALT Inc. компании Black & Decker, которая 12 марта 2010 года в результате слияния со Stanley Works становится Stanley Black & Decker
- 1967 — Впервые представлен шлифовальный станок.
- 1971 — DeWALT создаёт компактные станки для резки чёрных и цветных металлов.
- 1992 — Обновление бренда в США, жёлто-чёрная цветовая схема. Позиционирование как промышленного инструмента.

DeWALT представляет свою первую линейку портативных электроинструментов и аксессуаров, разработанную специально как для бытового, так и для профессионального применения.
- 1994 — DeWALT запускает в производство серию из более чем 30 беспроводных электроинструментов, включающую самые мощные для своего времени 14-вольтовую дрель/гайковёрт и 5-дюймовую пилу. Кроме того, в серию беспроводных инструментов DeWALT включены шуруповёрты, ударные гайковёрты, пилы, фонари и первый комбинированный инструмент — дрель/шуруповёрт/ударная дрель.
- 1995 — Выход на рынок Европы.
- 1998 — Создание аккумуляторной системы 18 В.
- 1999 — Создание аккумуляторной системы 24 В.
- 2000 — DeWALT приобретает компании Momentum Laser Inc. и Emglo Compressor Company, благодаря чему модельный ряд пополняется новыми уникальными приборами.
- 2002 — Ассортимент продолжает расти, появляются лазеры, гвоздезабиватели, компрессоры и 10-килограммовые отбойные молотки.
- 2005 — DeWALT — самый быстроразвивающийся бренд в мире по результатам исследований журнала Fortune. Выпуск аккумуляторной системы 36 В Li-Ion.
- 2007 — Выход 30-килограммового отбойного молотка.
- 2008 — Выпуск первой в мире аккумуляторной погружной пилы.
- 2009 — Разработка уникальной системы XPS (Cross Cut Positioning System) — освещения обрабатываемой детали на торцовочных пилах. Начало производства лазерных дальномеров.
- 2011 — Разработка и выпуск принципиально новой платформы аккумуляторных инструментов серии XR LITHIUM-ION напряжением 10.8, 14.4, 18.0 В.
- 2012 — Выпуск аккумуляторных электроинструментов на платформе XR с бесщёточными двигателями.
- 2016 — Выпуск системы FLEXVOLT, представляющей собой линейку бесщёточного 54 В инструмента и аккумуляторной батареи, автоматически переключающей напряжение с 54 В на 18 В и наоборот, в зависимости от используемого инструмента.

## Деятельность
- По состоянию на 2022 год производится более 300 моделей электроинструментов DeWALT и более 1100 видов оснастки, принадлежностей, средств защиты, одежды и обуви.